# Памятник Лазаревым (Москва)
Памятник-обелиск Лазаревым — один из первых по времени постройки памятников Москвы, благополучно сохранившийся до нашего времени. Установлен 12 декабря 1822 года во дворе Армянского училища, основанного и существовавшего на деньги меценатов Лазаревых. Училище впоследствии вошло в историю как Лазаревский институт восточных языков, в советские годы было закрыто. На 2017 год в здании института находится Посольство Армении в России, а обелиск, ещё перед революцией перенесённый к главному входу, стоит перед зданием за несплошной чугунной оградой, непосредственного доступа к нему нет. Возникнув как скульптура во дворе частного владения, обелиск за время своего существования сменил статус, был перемещен в публичное пространство и не был разрушен в годы советской власти.

## Описание
Обелиск чугунный, традиционной формы, на ступенчатом основании, усечённый, увенчанный шаром. По четырём сторонам обелиска находятся мраморные портретные барельефы, а по сторонам постамента — четыре мраморные доски со стихотворными посвящениями авторства Алексея Мерзлякова.
Спереди:
```
Действительному статскому советнику

и командору 
Ивану Лазаревичу Лазареву
, 
основателю института.
 От древня племени Армении рожденный, 
 Россией — матерью благой усыновленный. 
 
Гайканы!
 Ваших он сирот не позабыл. 
 Рассадник сей души признательной творенья, 
 Дарует чадам здесь покой и просвещенъе.
 Отчизне той и сей он долг свой заплатил.
```

На другой стороне:
```
Иоакиму Лазаревичу Лазареву исполнителю воли основателя, 
благотворителю и попечителю института.
 Сей брата своего достойнейший ревнитель, 
 Начатый подвиг устроил и расширил. 
 Соплеменных покров безродных охранитель.
 Для церкви, для наук, для блага бедных жил.
```

На третьей:
```
Анне Сергеевне Лазаревой, супруге Иоакима Лазаревича, 
пожертвовавшей знатный капитал в пользу института.
 Как добра мать сирот 
 С горячностью любила 
 И памятник себе 
 В сердцах их утвердила.
```

```
Лейб-гвардии гусарского полка
 
штабс-ротмистру
 и кавалеру 
Артемию Иоакимовичу Лазареву, пожертвовавшему знатный капитал в пользу института.
 Средь мира благ творец 
 Гроза среди врагов 
 Во цвете лет он пал 
 За веру и отцов.
```

Текст четвёртой доски связан с историей училища.